# Lillsjön (Aspås socken, Jämtland)
Lillsjön är en sjö i Krokoms kommun i Jämtland och ingår i Indalsälvens huvudavrinningsområde. Sjön har en area på 0,487 kvadratkilometer och ligger 291 meter över havet. Sjön avvattnas av vattendraget Nävran.

## Delavrinningsområde
Lillsjön ingår i det delavrinningsområde (703334-143611) som SMHI kallar för Utloppet av Lillsjön. Medelhöjden är 301 meter över havet och ytan är 2,44 kvadratkilometer. Räknas de 17 avrinningsområdena uppströms in blir den ackumulerade arean 179,26 kvadratkilometer. Nävran som avvattnar avrinningsområdet har biflödesordning 3, vilket innebär att vattnet flödar genom totalt 3 vattendrag innan det når havet efter 216 kilometer. Avrinningsområdet består mestadels av skog (56 procent) och sankmarker (17 procent). Avrinningsområdet har 0,49 kvadratkilometer vattenytor vilket ger det en sjöprocent på 19,9 procent.